# Нейгебауэр, Мартин
Мартин Нейгебауэр (нем. (Neugebauer или Neubauer)); 23 октября 1670, Данциг, Корона Королевства Польского — 1758, Штральзунд) — воспитатель царевича Алексея Петровича, памфлетист.
Сын бюргера из Данцига . Получил образование в Лейпцигском университете. Приехал в Россию в 1701 г.
Некоторое время находился на русской службе. Был приставлен к царевичу Алексею для наставления его «в науках нравоучении», но скоро стал в неприязненных отношениях с другими наставниками царевича, «зане они неудобны быть у младого царевича, которого изрядно воздержати надлежит».
В результате многочисленных конфликтов с русскими вельможами, особенно с А. Д. Меншиковым, в 1704 году был вынужден удалиться в Германию, где напечатал несколько брошюр.
Все брошюры отличаются чрезмерною резкостью и предвзятостью, хотя некоторые из обвинений имели основание. Довольно часто власти не исполняли обещания, данные чужестранцам, которые не раз произвольно подвергались телесным наказаниям, разного рода оскорблениям и пр. Особенно резко Нейгебауэр осуждал образ действий А. Меншикова.
Его анонимный памфлет «Послание знатного немецкого офицера к одному вельможе о гнусных поступках москвитян с чужестранными офицерами» (нем. Schreiben eines vornehmen deutschen Officiers an einem geheimen Rath eines hoben Potentaten wegen der ublen Handtierung der frem den Officiere so die Moscoviter in ibre Dienste locken), рисующий жестокое обращение русских с иноземными офицерами и предостерегающий последних против поступления на русскую службу, неоднократно перепечатывался (в Санкт-Петербургской публичной библиотеке имеется, кроме издания 1704 г., ещё четыре издания 1705 г., несколько отличающиеся содержанием). Брошюры Нейгебауэра систематически распространялись за границей, так, например, в Гамбурге их разносили бесплатно по домам частных лиц, рассылали коронованным особам, сановникам различных государств, посланцам разных держав.
В Пруссии и Саксонии, в угоду Петру I, было запрещено хождение этой брошюры. Она вызвала возражения на немецком языке: одно — от имени Симона Петерсена из Альтоны (в 1705 г.), другое (в 1706 г.) — принадлежащее состоявшему на русской службе доктору прав барону Генриху фон Гюйссену.
Против этих возражений Нейгебауэр выпустил две брошюры, полные ядовитых упреков вербовщикам немецких военных в Россию, обвинений и насмешек против русских и русского деспотизма. Поступив на службу к шведам, Нейгебауэр был шведским посланником в Константинополе, потом канцлером Шведской Померании.
Ещё до выхода в свет памфлета автор предлагал российским государственным деятелям (боярину Головину) взамен за неё — назначение себя на должность русского посла в Китае. Однако его предложение было отвергнуто.
Хотя цинизм и раздражение брошюры свидетельствовали о явном преувеличении изложенных фактов, учитывая сильную потребность в содействии иностранцев в борьбе с Карлом XII, Пётр I не остался равнодушным к ней и счёл необходимым полемизировать, оправдываться и возражать автору.
Умер в 1758 году и похоронен в церкви Св. Марии в Штральзунде.